# Terry Holladay
Terry Holladay (Charlotte, 28 novembre 1955) è un'ex tennista statunitense.

## Carriera
Professionista dal 1974 in singolare raggiunge cinque finale non riuscendo mai a conquistare il titolo. Nei tornei dello slam il suo miglior risultato sono gli ottavi ottenuti per due volte a Wimbledon sconfitta nel 1977 da Martina Navrátilová con un doppio 4-6, e nel 1980 da Tracy Austin per 2-6, 3-6 e agli US Open 1976 sconfitta da Rosie Casals 5-7, 1-6. In doppio riesce a conquistare due titoli sull'erba uno nel 1985 in coppia con Sharon Walsh a Birmingham e uno nel 1986 in coppia con Heather Ludloff a Newport.
Rappresenta il suo paese alla Coppa Wightman del 1976 riuscendo a battere Glynis Coles per 3-6, 6-1, 6-4 nell'unico incontro da lei disputato.

## Vita personale
Dopo il suo ritiro sposa Philip Arthur Higginbottom, col quale fonda The Dina Humanitarian Foundation.. Nel 2000 sopravvive ad un cancro al seno.

## Statistiche

### Singolare

#### Finali perse (5)
| Numero | Anno              | Torneo                                        | Superficie    | Avversaria in finale | Punteggio     |
| 1.     | 18 maggio 1975    | British Hard Court Championships, Bournemouth | Terra rossa   | Janet Newberry       | 9-7, 5-7, 3-6 |
| 2.     | 13 marzo 1977     | Virginia Slims of Dallas, Dallas              | Sintetico (i) | Sue Barker           | 1-6, 6-7      |
| 3.     | 14 settembre 1980 | Toray Pan Pacific Open, Tokyo                 | Cemento (i)   | Billie Jean King     | 5-7, 4-6      |
| 4.     | 16 settembre 1984 | Virginia Slims of Utah, Salt Lake City        | Cemento       | Yvonne Vermaak       | 1-6, 2-6      |
| 5.     | 31 dicembre 1984  | Port St. Lucie Open, Port St. Lucie           | Sintetico (i) | Catarina Lindqvist   | 2-6, 6-2, 2-6 |

### Doppio

#### Vittorie (2)
| Numero | Anno           | Torneo                                     | Superficie | Compagna        | Avversarie in finale            | Punteggio     |
| 1.     | 16 giugno 1985 | DFS Classic, Birmingham                    | Erba       | Sharon Walsh    | Elise Burgin Alycia Moulton     | 6-4, 5-7, 6-3 |
| 2.     | 20 luglio 1986 | Hall of Fame Tennis Championships, Newport | Erba       | Heather Ludloff | Cammy MacGregor Gretchen Magers | 6-1, 6-7, 6-3 |

#### Finali perse (1)
| Numero | Anno              | Torneo                    | Superficie | Compagna        | Avversarie in finale       | Punteggio |
| 1.     | 23 settembre 1984 | San Diego Open, San Diego | Cemento    | Iwona Kuczyńska | Betsy Nagelsen Paula Smith | 2-6, 4-6  |

### Risultati in progressione
| Sigla | Risultato               |
| ----- | ----------------------- |
| V     | Vincitore               |
| F     | Finalista               |
| SF    | Semifinalista           |
| O     | Oro olimpico            |
| A     | Argento olimpico        |
| SF    | Bronzo olimpico         |
| QF    | Quarti di Finale        |
| 4T    | Quarto turno            |
| 3T    | Terzo turno             |
| 2T    | Secondo turno           |
| 1T    | Primo turno             |
| RR    | Round Robin             |
| LQ    | Turno di qualificazione |
| A     | Assente                 |
| ND    | Non disputato           |

| Legenda superfici    |
| -------------------- |
| Cemento              |
| Terra battuta        |
| Erba                 |
| Superficie variabile |

#### Singolare nei tornei del Grande Slam
| Torneo          | 1975 | 1976 | 1977 | 1977 | 1978 | 1979 | 1980 | 1981 | 1982 | 1983 | 1984 | 1985 | 1986 | 1987 |
| --------------- | ---- | ---- | ---- | ---- | ---- | ---- | ---- | ---- | ---- | ---- | ---- | ---- | ---- | ---- |
| Australian Open | A    | A    | A    | A    | A    | A    | A    | A    | A    | A    | A    | 1T   | ND   | 1T   |
| Open di Francia | A    | A    | A    | A    | A    | A    | A    | A    | A    | A    | 1T   | 1T   | 1T   |      |
| Wimbledon       | 1T   | 3T   | 4T   | 4T   | 3T   | A    | 4T   | 1T   | A    | A    | 1T   | 2T   | A    | 1T   |
| US Open         | 1T   | 4T   | 2T   | 2T   | 1T   | 3T   | A    | A    | A    | 3T   | 2T   | 1T   | 1T   | A    |

#### Altri tornei di singolare
| Torneo                                            | 1974 | 1975 | 1976 | 1977 | 1978 | 1979 | 1980 | 1981 | 1982 | 1983 | 1984 | 1985 | 1986 | 1986 | 1987 |
| ------------------------------------------------- | ---- | ---- | ---- | ---- | ---- | ---- | ---- | ---- | ---- | ---- | ---- | ---- | ---- | ---- | ---- |
| Ameritech Cup, Chicago                            | A    | A    | 1T   | A    | A    | A    | 1T   | 1T   | A    | A    | A    | A    | A    | A    |      |
| Virginia Slims of Houston, Houston                | 2T   | 2T   | 2T   | 1T   | A    | 2T   | 3T   | A    | A    | A    | A    | A    | A    | A    |      |
| Virginia Slims of Boston, Boston                  | ND   | 1T   | 1T   | ND   | A    | 1T   | 1T   | A    | A    | A    | A    | ND   | A    | A    | A    |
| Bank of the West Classic, Oakland / San Francisco | A    | A    | SF   | 2T   | ND   | A    | SF   | A    | A    | A    | A    | 1T   | A    | A    |      |
| Canada Open, Canada                               | 1T   | 1T   | 1T   | A    | A    | A    | A    | 1T   | A    | A    | 2T   | A    | 2T   | 2T   | A    |
| Eckerd Tennis Open, Eckerd                        | 2T   | ND   | ND   | A    | A    | A    | A    | A    | A    | A    | A    | A    | A    | A    |      |
| Virginia Slims of Arizona, Phoenix                | 1T   | 1T   | QF   | A    | A    | 1T   | A    | ND   | ND   | ND   | ND   | ND   | 1T   | 1T   | 1T   |
| Hall of Fame Tennis Championships, Newport        | 1T   | ND   | ND   | ND   | ND   | ND   | ND   | ND   | ND   | ND   | 1T   | A    | QF   | QF   | 1T   |
| Advanta Championships of Philadelphia, Filadelfia | 2T   | 1T   | A    | 1T   | 1T   | QF   | ND   | ND   | ND   | ND   | ND   | ND   | ND   | ND   | ND   |
| Cincinnati Open, Cincinnati                       | ND   | ND   | ND   | ND   | ND   | ND   | 2T   | 1T   | A    | ND   | ND   | ND   | ND   | ND   | ND   |
| Internazionali d'Italia, Roma                     | A    | A    | A    | A    | A    | 1T   | A    | A    | A    | A    | A    | A    | A    | A    |      |
| Virginia Slims of Central New York, New York      | ND   | 2T   | 1T   | ND   | ND   | ND   | ND   | ND   | ND   | ND   | ND   | A    | ND   | ND   | ND   |
| Puerto Rico Open, San Juan                        | ND   | ND   | ND   | QF   | ND   | ND   | ND   | ND   | ND   | ND   | ND   | ND   | A    | A    |      |
| San Diego Open, San Diego                         | ND   | ND   | ND   | ND   | ND   | 2T   | QF   | 1T   | A    | ND   | 2T   | 1T   | A    | A    |      |
| US Clay Court Championships, località varie       | 3T   | 3T   | A    | A    | A    | A    | A    | A    | A    | A    | A    | A    | A    | ND   |      |
| WTA New Jersey, New Jersey                        | A    | A    | A    | ND   | A    | QF   | 2T   | A    | A    | A    | 1T   | A    | A    | A    |      |
| Virginia Slims of Washington, Washington          | A    | A    | SF   | A    | 1T   | A    | A    | A    | A    | A    | A    | A    | A    | A    |      |
| Virginia Slims of Dallas, Dallas                  | A    | QF   | 1T   | F    | A    | 3T   | 3T   | A    | A    | A    | A    | A    | A    | A    |      |
| Virginia Slims of Richmond Richmond               | ND   | ND   | ND   | ND   | ND   | 1T   | 2T   | 2T   | A    | A    | ND   | ND   | ND   | ND   | ND   |
| Virginia Slims of Detroit, Detroit                | 1T   | A    | SF   | 2T   | A    | 1T   | QF   | A    | A    | A    | ND   | ND   | ND   | ND   | ND   |
| Charlotte Classic, Charlotte                      | ND   | ND   | ND   | 1T   | ND   | ND   | ND   | ND   | ND   | ND   | ND   | ND   | ND   | ND   | ND   |
| Virginia Slims of Denver, Denver                  | 1T   | QF   | ND   | ND   | ND   | ND   | ND   | ND   | ND   | ND   | 1T   | A    | ND   | ND   | ND   |
| Virginia Slims of Florida, Florida                | ND   | ND   | ND   | 2T   | 1T   | QF   | ND   | ND   | ND   | ND   | A    | 1T   | A    | A    |      |
| Virginia Slims of Tucson, Tucson                  | ND   | ND   | ND   | A    | ND   | ND   | 1T   | ND   | ND   | ND   | ND   | ND   | ND   | ND   | ND   |
| Torneo                                            | 1974 | 1975 | 1976 | 1977 | 1978 | 1979 | 1980 | 1981 | 1982 | 1983 | 1984 | 1985 | 1986 | 1986 | 1987 |
| LA Women's Tennis Championships, Los Angeles      | ND   | ND   | ND   | QF   | A    | 2T   | 1T   | A    | A    | 1T   | 1T   | A    | A    | A    |      |
| Family Circle Cup, Charleston                     | A    | A    | A    | A    | A    | A    | A    | 1T   | A    | A    | A    | A    | A    | A    |      |
| Sarasota Clay Court Classic, Sarasota             | 2T   | A    | 2T   | ND   | ND   | ND   | ND   | ND   | ND   | ND   | ND   | ND   | ND   | ND   | ND   |
| United Airlines Tournament of Champions, Orlando  | 1T   | 2T   | ND   | ND   | ND   | ND   | A    | A    | A    | A    | A    | A    | ND   | ND   | ND   |
| WTA Congoleum Classic, Palm Springs               | A    | 2T   | SF   | A    | A    | ND   | ND   | ND   | ND   | A    | ND   | ND   | ND   | ND   | ND   |
| Toyota Classic, Atlanta                           | ND   | QF   | ND   | A    | A    | A    | A    | A    | A    | A    | ND   | ND   | ND   | ND   | ND   |
| Stockholm Open, Stoccolma                         | ND   | SF   | ND   | ND   | ND   | ND   | ND   | ND   | ND   | ND   | ND   | ND   | ND   | ND   | ND   |
| WTA French Indoors, Parigi                        | ND   | 1T   | ND   | ND   | ND   | ND   | ND   | ND   | ND   | ND   | ND   | ND   | ND   | ND   | ND   |
| Toray Pan Pacific Open, Tokyo                     | ND   | ND   | A    | 1T   | A    | QF   | F    | A    | A    | A    | A    | A    | A    | A    |      |
| WTA Sydney, Sydney                                | ND   | ND   | 2T   | QF   | A    | A    | ND   | ND   | ND   | ND   | ND   | ND   | ND   | ND   | ND   |
| Virginia Slims of Seattle, Seattle                | ND   | ND   | ND   | A    | 1T   | A    | 2T   | A    | A    | ND   | ND   | ND   | ND   | ND   | ND   |
| Brasil Open, Brasile                              | ND   | ND   | ND   | 2T   | ND   | ND   | ND   | ND   | ND   | ND   | A    | A    | A    | A    |      |
| Porsche Tennis Grand Prix, Filderstadt            | ND   | ND   | ND   | ND   | A    | 1T   | A    | A    | A    | 2T   | 1T   | A    | A    | A    |      |
| Brighton International, Brighton                  | ND   | ND   | ND   | ND   | A    | 2T   | A    | A    | A    | 1T   | 1T   | A    | A    | A    |      |
| Virginia Slims of Kansas, Kansas                  | ND   | ND   | ND   | ND   | A    | ND   | A    | 1T   | A    | 2T   | ND   | ND   | A    | 1T   |      |
| Carlsbad Classic, Carlsbad                        | ND   | ND   | ND   | ND   | ND   | 2T   | QF   | ND   | ND   | ND   | ND   | ND   | ND   | ND   | ND   |
| Virginia Slims of Utah, Utah                      | ND   | ND   | ND   | ND   | ND   | ND   | A    | ND   | ND   | A    | F    | A    | ND   | ND   | ND   |
| Buick Riviera Classic, Las Vegas                  | ND   | ND   | ND   | ND   | ND   | ND   | 1T   | ND   | ND   | ND   | ND   | ND   | ND   | ND   | ND   |
| Maybelline Classic                                | ND   | ND   | ND   | ND   | ND   | ND   | A    | A    | A    | A    | A    | 1T   | ND   | ND   | ND   |
| MPS Group Championships, Amelia Island            | ND   | ND   | ND   | ND   | ND   | ND   | 1T   | 1T   | A    | A    | A    | A    | A    | A    |      |
| WTA Marco Island, Marco Island                    | ND   | ND   | ND   | ND   | ND   | ND   | ND   | ND   | ND   | A    | A    | 2T   | A    | ND   |      |
| Northern California Open, Bakersfield             | ND   | ND   | ND   | ND   | ND   | ND   | ND   | ND   | ND   | 1T   | ND   | ND   | 2T   | 2T   | A    |
| Port St. Lucie Open, Port St. Lucie               | ND   | ND   | ND   | ND   | ND   | ND   | ND   | ND   | ND   | A    | F    | ND   | ND   | ND   | ND   |
| Australian Indoors, Sydney                        | ND   | ND   | ND   | ND   | ND   | ND   | ND   | ND   | ND   | ND   | ND   | 1T   | ND   | ND   | ND   |
| Hilversum Trophy, Hilversum                       | ND   | ND   | ND   | ND   | ND   | ND   | ND   | ND   | ND   | ND   | ND   | A    | 2T   | 2T   | ND   |

#### Doppio nei tornei del Grande Slam
| Torneo          | 1975 | 1976 | 1977 | 1977 | 1978 | 1979 | 1980 | 1981 | 1982 | 1983 | 1984 | 1985 | 1986 | 1987 |
| --------------- | ---- | ---- | ---- | ---- | ---- | ---- | ---- | ---- | ---- | ---- | ---- | ---- | ---- | ---- |
| Australian Open | A    | A    | A    | A    | A    | A    | A    | A    | A    | A    | A    | 2T   | ND   | 1T   |
| Open di Francia | A    | A    | A    | A    | A    | A    | A    | A    | A    | A    | 2T   | 1T   | 1T   |      |
| Wimbledon       | 3T   | 1T   | 1T   | 1T   | 2T   | A    | 2T   | A    | 1T   | A    | 1T   | 3T   | A    | A    |
| US Open         | A    | 3T   | 2T   | 2T   | 2T   | A    | A    | A    | A    | 2T   | 2T   | 1T   | 1T   | 1T   |

#### Doppio misto nei tornei del Grande Slam
| Torneo          | 1975 | 1976 | 1977 | 1977 | 1978 |
| --------------- | ---- | ---- | ---- | ---- | ---- |
| Australian Open | ND   | ND   | ND   | ND   | ND   |
| Open di Francia | A    | A    | A    | A    |      |
| Wimbledon       | 2T   | 1T   | 1T   | 1T   | A    |
| US Open         | 1T   | A    | A    | 2T   |      |